# Rudolf Tobias
Rudolf Tobias   (Selja, 29 de maig de 1873 - Berlín, 29 d'octubre de 1918) va ser el primer compositor professional estonià, així com organista professional. Va estudiar al Conservatori de Sant Petersburg. Les seves composicions inclouen entre altres obres per a piano, quartets de corda i un oratori, Des Jona Sendung (La missió de Jonah) (1908, revisada i estrenada el 1909, reconstruïda més tard per Vardo Rumessen).

## Primers anys
Rudolf Tobias va néixer a Selja, parròquia de Käina, a l'illa de Hiiumaa. Era fill del secretari de la parròquia local Johannes Tobias i la seva dona Emilie. Tobias va rebre la seva primera formació musical del seu pare. Sota la tutela del seu pare, va començar la formació musical de ben jove i va compondre els seus primers exercicis de composició a partir de 1882 quan tenia 9 anys. El 1885 va entrar a l'escola Haapsalu i va estudiar piano amb Catharina von Gernet, una pianista local. Després de graduar-se, Tobias es va traslladar amb els seus pares a Kullamaa, on el seu pare s'havia convertit en el secretari de la parròquia. El 1889, Tobias va ingressar a l'escola secundària Nicolai de Tallinn, on va aprovar l'examen de tutor i va estudiar orgue i teoria musical amb Ernst Reinicke, l'organista de la catedral de Tallinn.
El 1893 Tobias va ampliar els seus estudis al Conservatori de Sant Petersburg, on va estudiar orgue amb Louis Homilius i composició amb Nikolai Rimski-Korsakov. L'any 1897 Tobias es va graduar al conservatori amb dues assignatures especials, presentant com a treball de postgrau la cantata Johannes Damascenus. Després de graduar-se, Tobias va treballar com a organista i director de cor de l’església de Sant Joan d'Estònia de Sant Petersburg de 1898 a 1904. Durant aquest temps també hi va interpretar les seves pròpies composicions.

## Carrera
El 1904 Tobias es va traslladar a Tartu i va treballar com a professor de música en nombroses escoles i també va treballar com a tutor. Durant la seva estada a Tartu va participar en l'organització de concerts, a més d'actuar com a pianista, director i organista i preparant amb el seu contemporani Aleksander Läte representacions d'oratoris. Tobias també va començar a treballar com a periodista musical durant aquest període i es va incorporar al grup literari Noor Eesti.
El gener de 1908, Tobias es va traslladar breument a París, França. Poc després va viure breument a Múnic i Dresden a Alemanya i Praga i Dubí a l'actual República Txeca. A finals de 1908 es va traslladar a Leipzig.
El 1910 Tobias es va traslladar a Berlín, on va treballar com a organista i periodista. El 1911 va ser membre actiu del comitè d'avaluació del Consorci de Compositors Alemanys (Genossenschaft Deutscher Tonsetzer). El 1914 va adquirir la ciutadania alemanya, i després catedràtic a la Royal Academy of Music.
L'agost de 1913 Tobias va visitar la seva terra natal per veure les cerimònies d'obertura del nou Teatre d'Estònia, on també va dirigir les seves pròpies composicions. Després de tornar a Berlín, Tobias va organitzar el seu concert d'autoria on es van interpretar passatges del seu oratori La missió de Jonàs. Després de l'esclat de la Primera Guerra Mundial, Tobias va ser enrolat a l'exèrcit alemany on va treballar com a intèrpret. Tobias va ser alliberat del servei per motius mèdics el 1916 i va tornar a treballar a la Royal Academy of Music.

## Mort i llegat
Tobias va morir de pneumònia a Berlín, Alemanya, el 29 d'octubre de 1918. La seva filla petita, Helen, nascuda set mesos després de la seva mort, també es va convertir en compositora. Va ser enterrat al cementiri Friedhof Wilmersdorf de Berlín. Després de la restauració de la República d'Estònia, les restes de Tobias van ser reenterrades el 7 de juny de 1992 a Kullamaa.
En commemoració de la vida i l'obra de Rudolf Tobias, es va erigir un monument a Haapsalu el 1929 dissenyat per l'arquitecte Roman Haavamägi i un monument erigit a Kullamaa el 1973. L'any 1924 un carrer del subdistricte de Raua de Tallinn va ser rebatejat com a Tobias i el 1973 el nom de Tobias va ser donat a l'Escola de Música Infantil de Kärdla. Amb motiu del centenari del naixement de Tobias l'any 1973, es va obrir un museu commemoratiu a Selja, parròquia de Käina, a la casa on va néixer.
Rudolf Tobias va ser gravat a la part frontal del bitllet de 50 corones estonianes utilitzat entre 1994 i 2010.
El Quartet de corda Tobias (Tobiase keelpillikvartett) porta el nom d'aquest compositor.

## Galeria

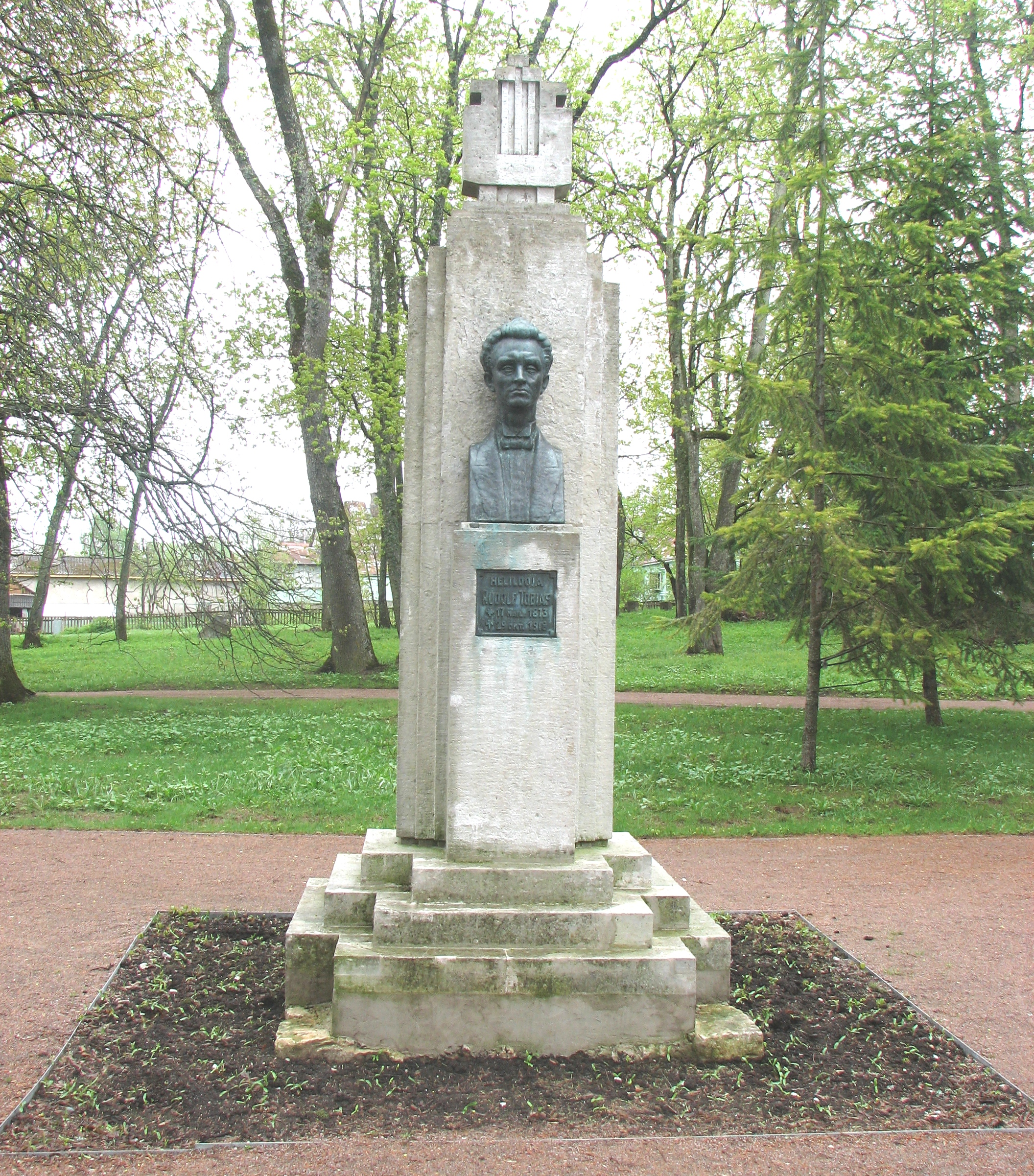
Monument a Tobias a Haapsalu.
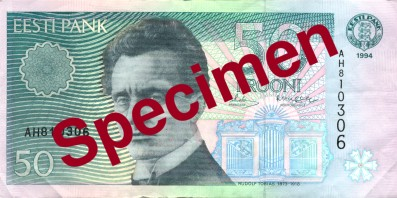
Tobias al bitllet de 50 corones estonies.
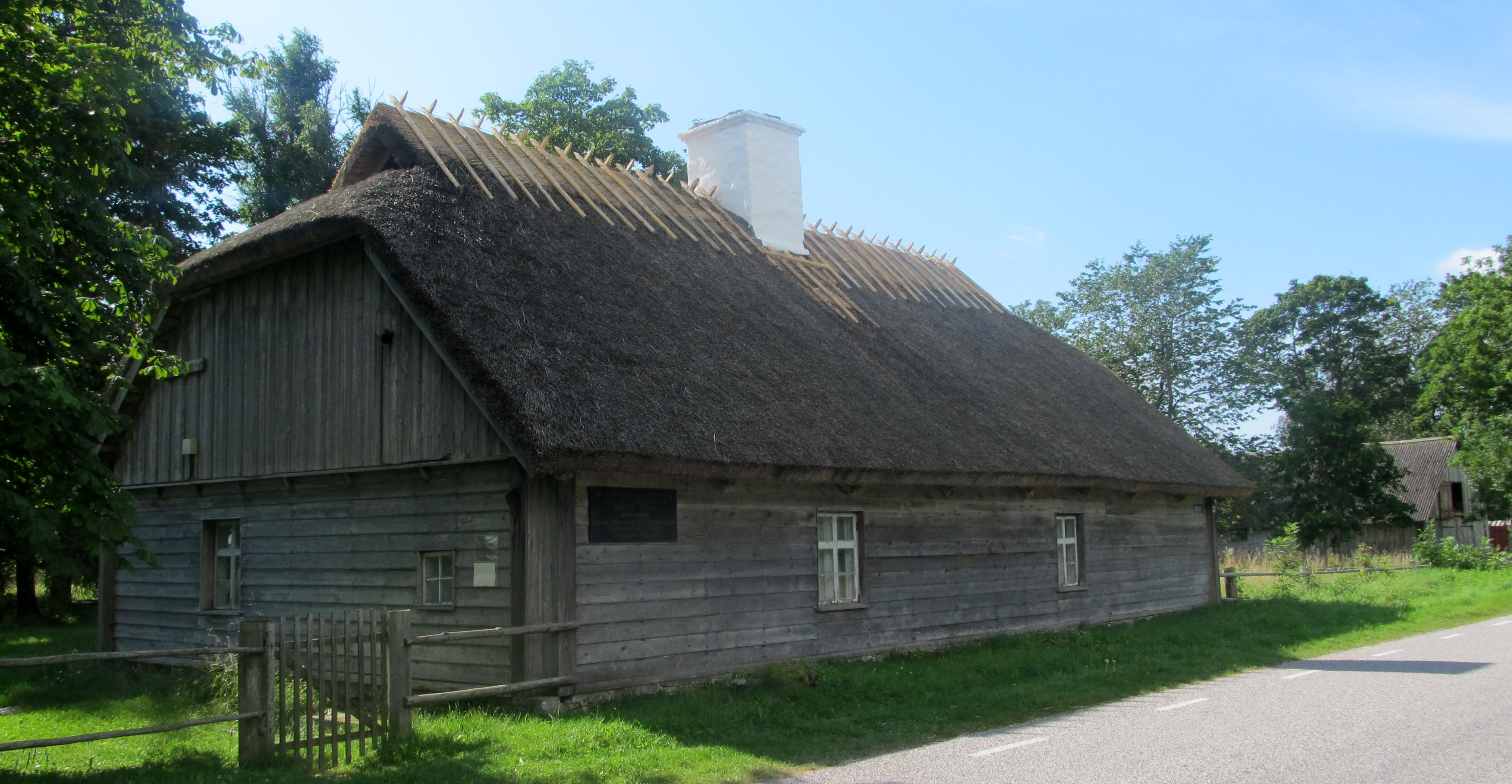
Museu de Rudolf Tobias a la seva casa natal a Selja, parròquia de Käina.
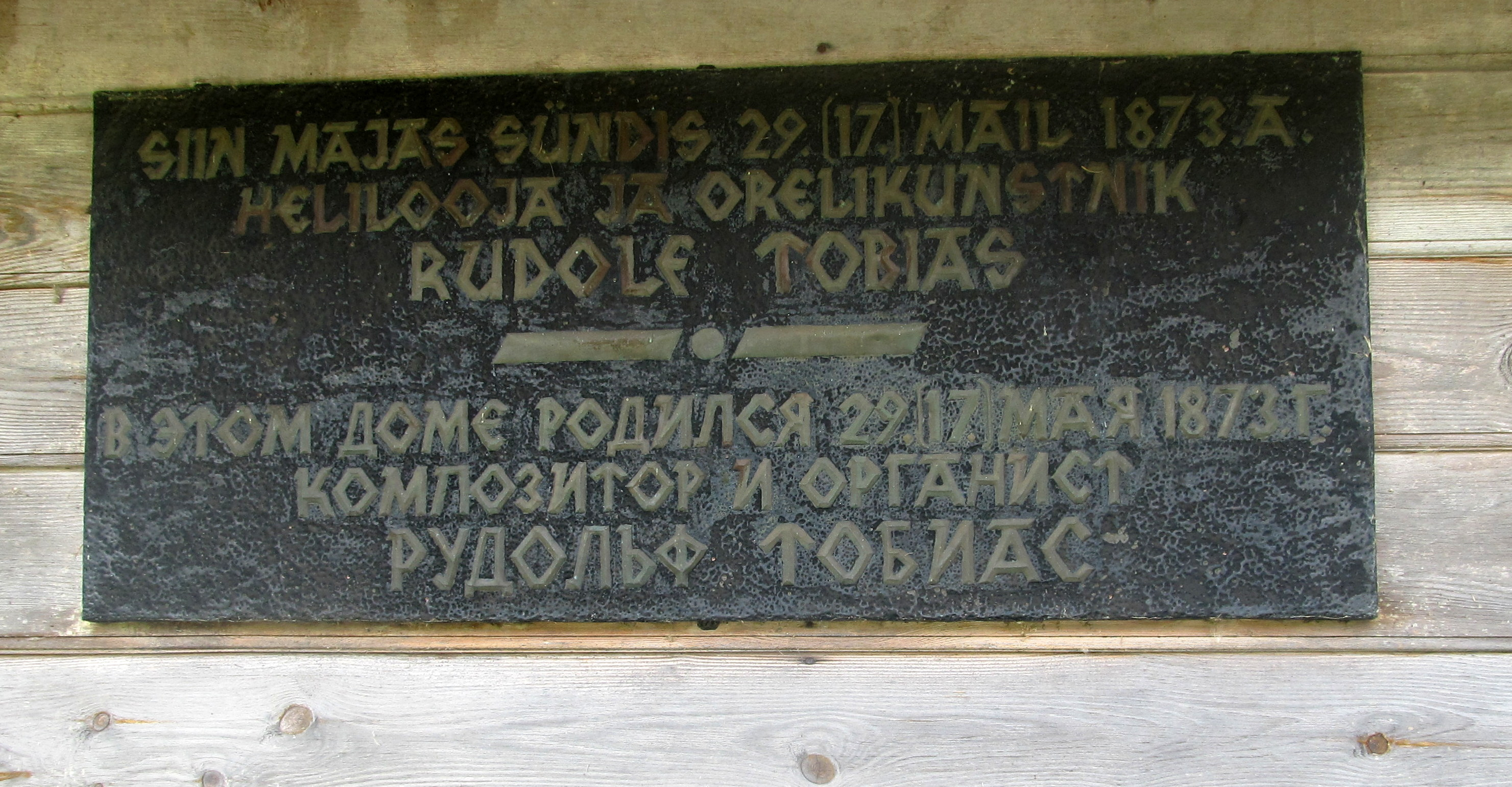
Placa al museu.